# Túnel Matucana
El túnel Matucana es un conducto ferroviario de aproximados 2,3 kilómetros de longitud, usado para el servicio del extinto Ferrocarril de Circunvalación, desde la Estación Yungay hasta la Estación Central en la ciudad de Santiago, Chile. Es llamado así por reemplazar a la vía férrea de Avenida Matucana, que hoy está bajo el eje de la calle Patricio Lynch.

## Recorrido
El túnel posee dos tramos, de norte a sur:
El primero está ubicado en la comuna de Quinta Normal. Comienza antes de la intersección de Avenida Mapocho y calle Patricio Lynch, continuando bajo esta última y cruzando Avenida San Pablo, el Internado Nacional Barros Arana, el Parque Quinta Normal y Avenida Portales.
Luego sigue a cielo abierto detrás de una sede del Ministerio de Agricultura, modelo conocido como trinchera en la comuna de Estación Central, bordeando el este de la Universidad de Santiago de Chile. El segundo tramo va bajo dicha universidad, cruzando la Avenida Libertador General Bernardo O'Higgins, para finalmente reaparecer al costado surponiente de la Estación Central de Santiago.

## Historia

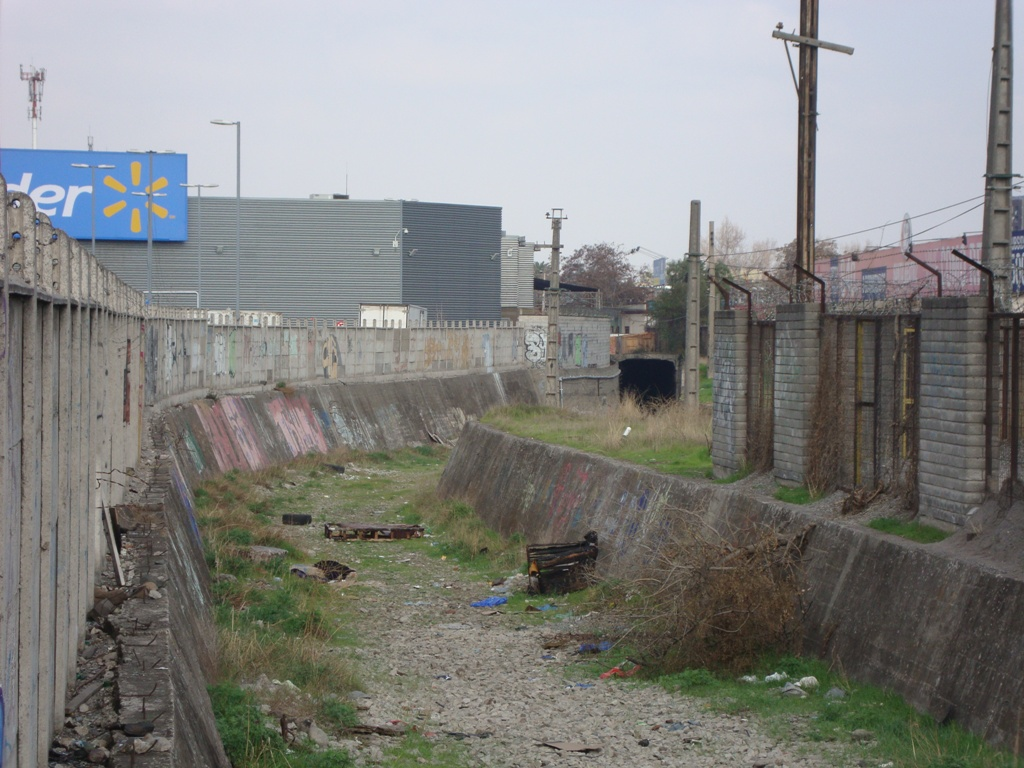
Entrada norte del túnel.

La construcción del túnel Matucana fue autorizada mediante la Ley 5789, del 10 de enero de 1936 y la inversión alcanzó más de 10 millones de pesos de la época. Las obras se iniciaron en noviembre de 1937 y fue inaugurado en 1944 para despejar el paso entre los sectores centro y norponiente de Santiago, evitar accidentes en la superficie y por estética, en la unión de los dos principales terminales ferroviarios de la ciudad.
También circularon trenes hacia la ciudad de Valparaíso y el sur de Chile. Después de la crisis que afectó a la Empresa de los Ferrocarriles del Estado en 1991, se terminó por concesionar la línea hacia Valparaíso a Fepasa con lo que se dio término al servicio de pasajeros.
El último servicio regular de pasajeros que recorrió sus líneas fue el MetroTren a Til-Til, pero en enero de 2008 fue el tren turístico Transpacifico.
Actualmente, el túnel no es utilizado para servicios regulares de transporte de pasajeros y es utilizado bajo concesión por la Empresa Fepasa para transporte de cargas. Sin embargo, ocasionalmente es utilizado por servicios especiales turísticos, como el que se dirigió a la localidad de Batuco, para el Día del Patrimonio Cultural de 2015.

### Propuesta de nuevo túnel
El 11 de noviembre de 2021 EFE ingresó una adenda al proyecto del Tren Melipilla-Estación Central, en el cual el tramo para pasajeros entre Estación Central 2 y Estación Central de Santiago será tunelado, con una extensión aproximada de 3,2 km de longitud. El proyecto «Soterramiento Tramo Alameda-Estación Central 2» describe la construcción de andenes —subterráneos— que se hallarían al oeste de la estación, y se planea que el túnel posea una continuación hacia el norte, en paralelo al ya existente túnel Matucana, conectando con la Estación Quinta Normal; este proyecto tiene un costo de 250 millones de dólares y evitaría la disrupción territorial en la comuna. Se estimó que el proceso de construcción debería durar 2 años.
Estos andenes subterráneos —con una profundidad máxima de 35 m— están diseñados para entregar un flujo de pasajeros del tren Alameda Melipilla con otros servicios de psajeros del Gran Santiago. Se ha diseñado que el nivel de superficie cuente con un nuevo acceso desde la Calle Exposición. Habrá un segundo acceso de pago que da hacia los andenes superficiales. Debajo, se encuentra la mesanina, un nivel intermedio que separa las zonas pagas y no pagas, y que conecta con áreas operativas mediante un núcleo vertical de escaleras y piques.
Los dos andenes —de 160 m de extensión— están conectados al túnel ferroviario; esta infraestructura incluye galerías principales y secundarias, que facilitan el tránsito peatonal dentro de la estación y mejoran la conectividad entre áreas clave, como la mesanina y los piques de construcción.
Durante 2021, el presidente de EFE, Pedro Pablo Errázuriz, señaló que la intención de conectar en una estación al tren Melipilla-Estación Central con el tren Santiago-Batuco es poder entregar más alternativas de transbordo entre estos servicios con las líneas 1, 3, 5, 6 y 7 del Metro de Santiago.
En enero de 2023, el Servicio de Evaluación Ambiental calificó favorablemente el proyecto de soterramiento del tramo entre la Estación Central de Santiago y la segunda estación del Tren Melipilla-Estación Central. Los andenes subterráneos estarán ubicados al sur del edificio principal de la Estación Central, detrás del futuro edificio corporativo de EFE en la calle Exposición.
Este tramo tunelado —incluyendo los andenes y accesos a pasajeros— fue licitado en octubre de 2024. Las obras tendrán un costo de $200 millones de dólares.

## Características
En la avenida Matucana con Mapocho antiguamente se encontraba el patio de máquinas y pequeña Maestranza de la Estación Yungay. En ese lugar la vía se dividía en dos: una conducía en dirección al Puerto de Valparaíso y la otra hacia la Estación Mapocho.
Casi en la mitad de la sección más larga del túnel, se encuentra una lucerna (para salida del humo) que da a la calle Santo Domingo en medio de un recinto militar (Cuerpo Militar del Trabajo). La sección del túnel a cielo abierto no fue cubierta, como el resto de su extensión, debido a que en el sector donde actualmente se ubica el Centro Cultural Matucana 100 se encontraban las instalaciones de la empresa Tattersal, existiendo en ese lugar una interestación llamada Quinta Normal. 
Cada 30 o 40 metros hay agujeros en los muros llamados salvavidas, los cuales miden aproximadamente dos metros de alto por un metro y medio de ancho. Estos sirven de refugio en caso de que alguna persona se encuentre con el tren mientras transita a pie por la vía.